# La Galera, Sinaloa
La Galera är en ort i Mexiko.   Den ligger i kommunen Navolato och delstaten Sinaloa, i den västra delen av landet, 1 000 km nordväst om huvudstaden Mexico City. La Galera ligger 11 meter över havet och antalet invånare är 138.
Terrängen runt La Galera är mycket platt. Runt La Galera är det ganska tätbefolkat, med 155 invånare per kvadratkilometer. Närmaste större samhälle är Licenciado Benito Juárez, 5,5 km norr om La Galera. Trakten runt La Galera består till största delen av jordbruksmark.